# Dipsadoboa
A Dipsadoboa a hüllők (Reptilia) osztályának pikkelyes hüllők (Squamata) rendjébe, ezen belül a siklófélék (Colubridae) családjába tartozó nem.

## Rendszerezésük
A nemet Albert Günther angol zoológus írta le 1858-ban,  az alábbi 10 faj tartozik ide:
- Dipsadoboa aulica (Günther, 1864)
- Dipsadoboa brevirostris (Sternfeld, 1908)
- Dipsadoboa duchesnii (Boulenger, 1901)
- Dipsadoboa flavida (Broadley & Stevens, 1971)
- Dipsadoboa shrevei (Loveridge, 1932)
- Dipsadoboa underwoodi Rasmussen, 1993
- Dipsadoboa unicolor Günther, 1858
- Dipsadoboa viridis (Peters, 1869)
- Dipsadoboa weileri (Lindholm, 1905)
- Dipsadoboa werneri (Boulenger, 1897)